# Manuel Barañao
Eraldon Manuel Barañao (n.Tigre, Provincia de Buenos Aires, el 5 de agosto de 1791 - f. desconocido) fue un militar.
Llegó a Chile en 1809, llevando comunicaciones revolucionarias a Martínez de Rosas y para dedicarse al comercio.

## Ejército español en Chile
Posteriormente, cambió de ideas y se incorporó al Ejército Realista que en ese entonces era liderado por el General en Jefe del Ejército español de Chile Antonio Pareja, quien ocupó la ciudad de Concepción. Fue coronel de los Húsares del Rey en las campañas de la reconquista de Chile, durante el gobierno de Mariano Osorio. Era reputado por los españoles como una de las primeras espadas de su ejército.
En la Batalla de Rancagua, el Escuadrón de Húsares de la tercera división, de 150 hombres, estuvo a su cargo.
Sirvió en las filas realistas hasta 1817, año en que ocurrió la Batalla de Chacabuco, donde triunfó el Ejército patriota.
Tras la derrota, debió emigrar al Perú, hasta la instauración en Chile de la república, momento en el que regresó nuevamente al país.
En 1814 se casó con Josefa Valenzuela Santibáñez, hija de Diego Valenzuela Ávalos y Mercedes Santibáñez Careaga, con quien tuvo 4 hijos: Joaquín, Aniceto, José Manuel y Diego. De los hijos, sólo se sabe que José Manuel se casó con la señora Ochagavía, con quien tuvo 2 hijas: Mercedes y Laura, quien a su vez se casó con Francisco Barros Fuenzalida.

## Filipinas
Fue enviado a la ciudad de Manila, capital de la entonces colonia española de Filipinas, en calidad de Oficial Real.